# تعایش

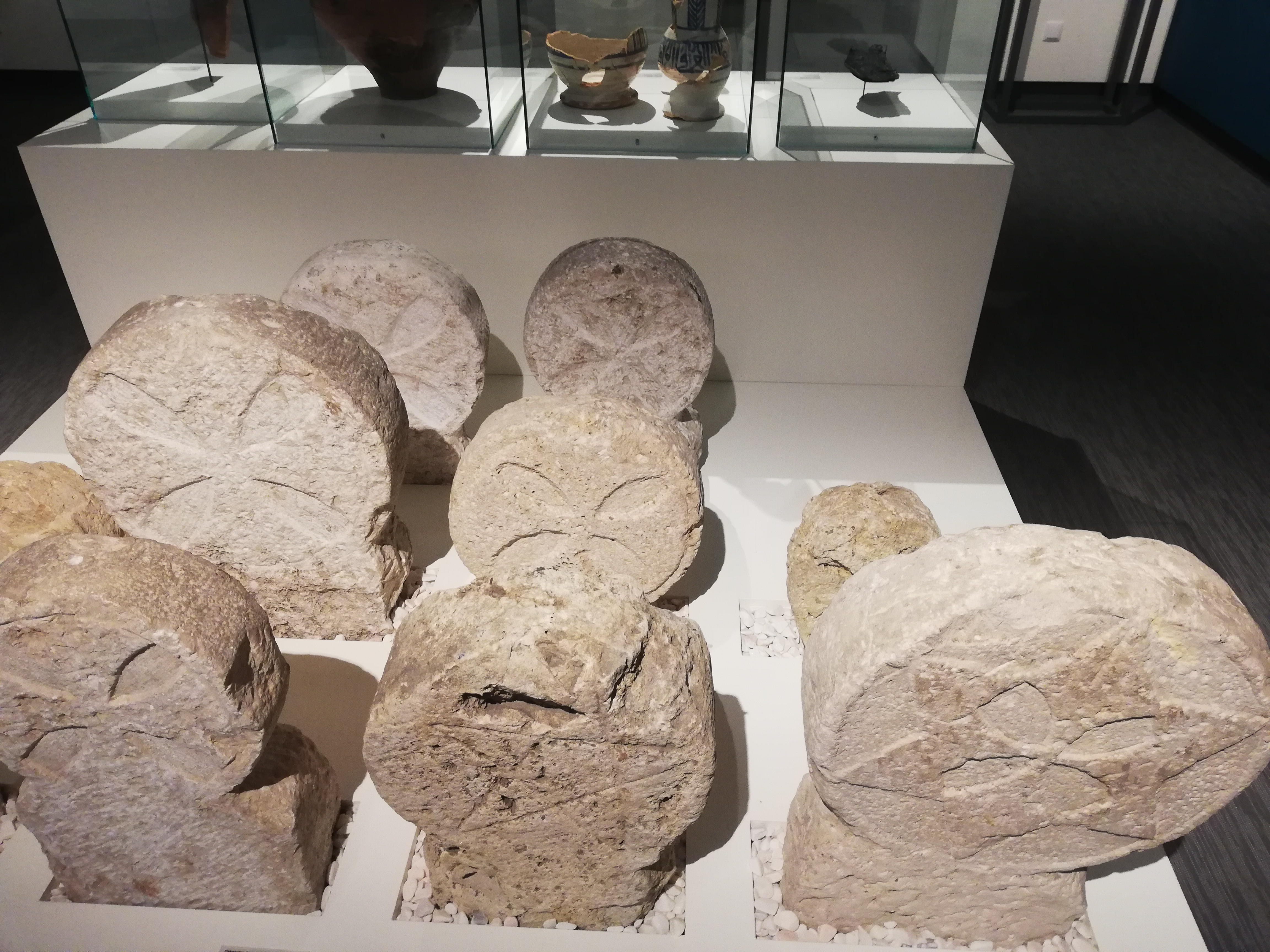
نشان های قبر مسیحی، مسلمان و یهودی در لیزبون

تعایش یا هم‌زیستی(اسپانیایی: [kombiˈβenθja]؛ عربی: [التعايش]، هم‌زیستی)، اصطلاحی آکادمیک است که برای نخستین توسط واژه‌شناس اسپانیایی آمریکو کاسترو برای دوره از تاریخ اسپانیا از زمان فتح اندلس توسط مسلمانان تا قرن ۱۵ میلادی و بیرون راندن یهودیان از اسپانیا به کار رفت. براساس این این اصطلاح در پادشاهی‌های مورو شبه‌جزیره ایبریا، مسلمانان (موروها)، مسیحیان و یهودیان به‌طور مسالمت‌آمیز و در صلح در کنار یکدیگر می‌زیستند. براساس این تفسیر از تاریخ، این دوره از تنوع و همزیستی ادیان با تاریخ‌های بعدی اسپانیا و پرتغال متفاوت است چراکه در این دو تاریخ سیاست‌های متفاوتی نسبت به سایر ادیان در پیش گرفته شد. با این حال برخی پژوهشگران و مورخان نسبت به این مسئله با تردید می‌نگرد و نوعی آن را افسانه می‌خوانند.

## گروه‌های اصلی
- موروها (مسلمانان اندلس)
- موریسکوها (مسلمانان گرویده به مسیحیت)
- مستعرب‌ها (مسیحیان اندلس)
- مدجن‌ها (مسلمانان در قلمروی مسیحیت)
- مولدان (مسیحیان گرویده به اسلام)
- سفاردی‌ها (یهودیان ایبریا)